# 부모성적표
《부모성적표》는 EBS 1TV에서 방송된 예능 프로그램이며 2018년 4월 1일부터 2018년 4월 22일까지 방송되었다. 2018년 7월 30일부터 2018년 11월 5일까지 다시 방송되었다.

## 기획 의도
- 관찰 프로그램의 안티테제로서, 관찰 카메라에 담긴 부모와 사춘기 자녀의 모습을 보며 이해의 폭을 넓혀나가는 프로그램이다.

## 방송 시간
현재 방송 시간은 2018년 7월 30일부터 기준으로 한다.
| 방송 채널 | 방송 기간                         | 방송 시간                    | 방송 분량  |
| --------- | --------------------------------- | ---------------------------- | ---------- |
| EBS 1TV   | 2018년 4월 1일 ~ 2018년 4월 22일  | 매주 일요일 밤 9:05 ~ 10:00  | 55분       |
| EBS 1TV   | 2018년 7월 30일 ~ 2018년 11월 5일 | 매주 월요일 밤 10:45 ~ 11:55 | 1시간 10분 |

## 방송 회차
| EBS 1TV 월요일 프로그램 |              |               |
| 이전                    | 부모성적표   | 다음          |
| EBS 다큐프라임          | 부모성적표   | 배워서 남줄랩 |
| 밤 9시 50분             | 밤 10시 45분 | 밤 11시 55분  |
|                         |              |               |

| EBS 1TV 토요일 프로그램 |                |                           |
| 이전                    | 부모성적표(재) | 다음                      |
| 세계의 눈(2)            | 부모성적표(재) | 세상에 나쁜 개는 없다(재) |
| 낮 3시 30분             | 낮 4시 20분    | 저녁 5시 30분             |
|                         |                |                           |